# Супервиа, Кончита
Кончита Супервиа (исп. Conchita Supervía; 8 декабря 1895, Барселона, Испания — 30 марта 1936, Лондон, Великобритания) — испанская певица (меццо-сопрано).

## Биография
Родилась в Барселоне в древнем андалузском роду. Её отец был родом из Арагона, а мать — из Каталонии. При крещении получила имя Мария де ла Концепсьон Супервиа Паскуаль.
Начальное образование Кончита Супервиа получила в местном женском монастыре (Colegio de las Damas Negras). В 12 лет поступила в Высшую Музыкальную Консерваторию при лицее Барселоны.
Дебют на сцене состоялся 1 октября 1910 года в Театре Колон (Буэнос-Айрес, Аргентина). Тогда певица за два месяца до своего пятнадцатилетия выступила в опере «Бланш де Больё» (Blanca de Beaulieu) аргентинского композитора Сесара Стиаттези. В этом же году она появилась ещё в четырёх представлениях этой оперы, четырежды спела в «Теруэльских любовниках» Томаса Бретона и один раз выступила в партии Лолы в «Сельской чести» Пьетро Масканьи.
В 1911 году Teatro Constanzi в Риме поставил «Кавалера роз» Рихарда Штрауса, и партию Октавиана здесь исполнила шестнадцатилетняя Кончита Супервиа. Интересно, что по либретто Гуго фон Гофмансталя молодой аристократ Октавиан всего на год старше певицы — ему семнадцать лет.
В родной Барселоне Кончита Супервиа впервые выступила в 1912 году в партии Далилы («Самсон и Далила» К. Сен-Санса). В том же году исполнила Кармен в Театре Лисеу. Именно с Кармен будет ассоциироваться имя певицы на протяжении всей её дальнейшей карьеры.
В 1914 году певица вновь пересекла Атлантический океан и выступала в Гаване (Куба), где исполнила партии в операх «Кармен» Жоржа Бизе, «Миньон»Амбруаза Тома и «Фаворитка» Гаэтано Доницетти. Вместе с партией Маддалены в «Риголетто» Верди они заняли постоянное место в её репертуаре.
Кончита Супервиа была в отношениях с Франческо Сантамария. В октябре 1918 года у них родился сын Джорджио.
Американский дебют певицы состоялся в 1915 году в Чикаго. Там она исполнила Шарлотту в «Вертере» Жюля Массне. На протяжении зимнего сезона 1915—1916 годов Кончита Супервиа появилась также в «Кармен» и «Миньоне». Её партнерами по сцене были Шарль Дальморе и Люсьен Мураторе. Фактически эти выступления в Чикаго были последними вне Европы. Следующие десять лет её карьеры прошли в Италии и Испании.
В 1921 в театре Комунале (Болонья) Кончита Супервиа впервые исполнила Анжелину в «Золушке» Россини (дирижировал Туллио Серафин). Также она выступала в Риме, Генуе и Турине.
Россиниевские партии принесли певице мировое признание. Кроме Анжелины она пела Изабеллу в «Итальянке в Алжире» и Розину в «Севильском цирюльнике» (по оригинальной партитуре).
Впервые в Ла Скала Супервиа выступила в 1926 году как Гензель в «Гензель и Гретель» Энгельберта Хумпердинка (Engelbert Humperdinck). Впоследствии она исполнила партию Октавиана в «Кавалере Роз» и Керубино в «Свадьбе Фигаро».
Лондонский дебют певицы состоялся в 1930 на сцене Queen`s Hall. В 1931 году она вышла замуж за лондонского бизнесмена еврейского происхождения Бена Рубенштейна. Пара поселилась в Лондоне.
Кончита Супервиа вела активную концертную деятельность: выступала в Альберт-холле, вместе с аккомпаниатором Ивором Ньютоном дала серию концертов испанских народных песен.
В Ковент-Гарден певица впервые появилась в «Золушке» Россини в 1934 году. Впоследствии спела и Изабеллу («Итальянка в Алжире»).
В том же году Кончита Супервиа снялась в художественном фильме «Evensong» (режиссёр Виктор Савилл). Премьера состоялась 16 ноября 1934 года. Это была её единственная работа в кино.
Беременность вынудила певицу отменить все выступления, запланированные на осень 1935 года. 29 марта её поместили в одну из лондонских клиник, а на следующий день, при родах, Кончита Супервиа с новорождённой дочерью скончалась.